# Alice Sommer
Alice Sommer (* 13. Dezember 1898 in Dresden; † 1. Juni 1982 in Rotthalmünster) war eine deutsche Zeichnerin.

## Leben
Sommer besuchte in Dresden die Bürgerschule, dann die Höhere Mädchenschule in Dresden-Altstadt, lernte an der Königlichen Kunstgewerbeschule (Schülerinnenabteilung), auch in der Abteilung Mode. Ab 1920 studierte sie an der Staatlichen Akademie für Bildende Künste, dort wurde ihr als höchste Auszeichnung für die Studienjahre 1922, 1923 und 1924 das Ehrenzeugnis der Akademie verliehen. Der Impressionist Max Feldbauer wurde ihr Mentor und nahm sie als Einzelschülerin auf. Sommer bekam als Anerkennung ihres Talents bis 1924 ein Einzelatelier.
Sommer heiratete 1927 den Geiger der Dresdner Staatskapelle Hans Morgenstern und gab ihre künstlerische Karriere auf. Ab 1928 wohnte sie mit ihrem Mann in einer unregelmäßig-malerischen Villa in der Radebeuler Rosenstraße 18. Bei den Luftangriffen auf Dresden kam ihre Schwester ums Leben, und ihr Elternhaus (Breite Straße 8) wurde 1945 zerstört, damit auch ein großer Teil ihrer Werke.
Obwohl der Stil Sommers auf der einen Seite stark von den künstlerischen Strömungen ihrer Zeit – insbesondere auch ihres Lehrers Max Feldbauer – beeinflusst wurde, hat sie doch, beispielsweise durch ungewöhnliche Blickwinkel in ihren Zeichnungen einen ganz eigenen Stil entwickelt, der sie nach Meinung von Kritikern von den anderen Künstlern ihrer Zeit deutlich unterscheidet und ihr Werk zu einem wichtigen Teil der Kunst der 1920er Jahre macht.
Alice Sommer unterhielt eine Künstlerfreundschaft u. a. mit Paula Lauenstein.
1966 starb ihr Mann. 1970 zog die Künstlerin zu ihrem Sohn nach München, später gingen beide nach Niederbayern.